# Ie (Okinawa)

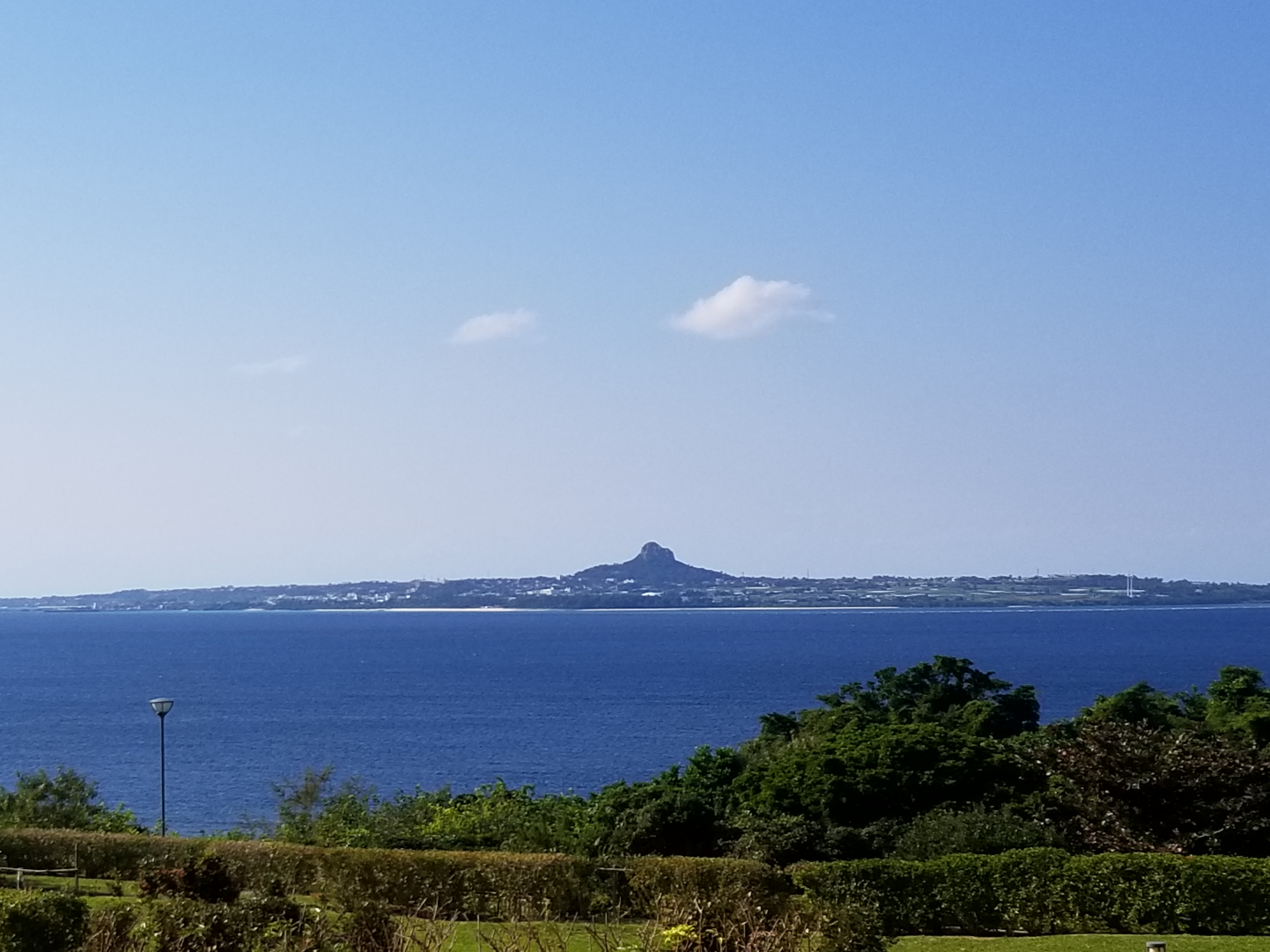
Iejima

Ie (伊江村, Ie-son) is een dorp in het District Kunigami in de prefectuur Okinawa, Japan.
De gemeente beslaat het volledige eiland Iejima.
Op 1 maart 2008 had de gemeente 4936 inwoners. De bevolkingsdichtheid bedroeg 217 inw./km². De oppervlakte van de gemeente is 22,77 km².

## Geografie
Het belangrijkste oriëntatiepunt op Iejima is de berg Gusuku.

## Trivia
De beroemde oorlogscorrespondent Ernest Pyle sneuvelde tijdens de Slag om Okinawa op het eiland. Het United States Marine Corps heeft nog steeds een kleine basis op het eiland

## Transport
Haven 

Ferrydiensten verbinden het eiland Iejima met Okinawa:
- per  carferry naar het schiereiland Motobu (30 min.)
- per draagvleugelboot naar de haven van Naha, Tomari-pier (60 min.).

Luchthaven
- Iejima Airport

Subprefecturen:
Miyako · Yaeyama

Steden:
Ginowan · Ishigaki · Itoman · Miyakojima · Nago · Naha (hoofdstad) · Nanjo · Okinawa · Tomigusuku · Urasoe · Uruma

Districten:
Kunigami · Miyako · Nakagami · Shimajiri · Yaeyama
Gemeenten per district